# Bahnhofpostamt (Linz)

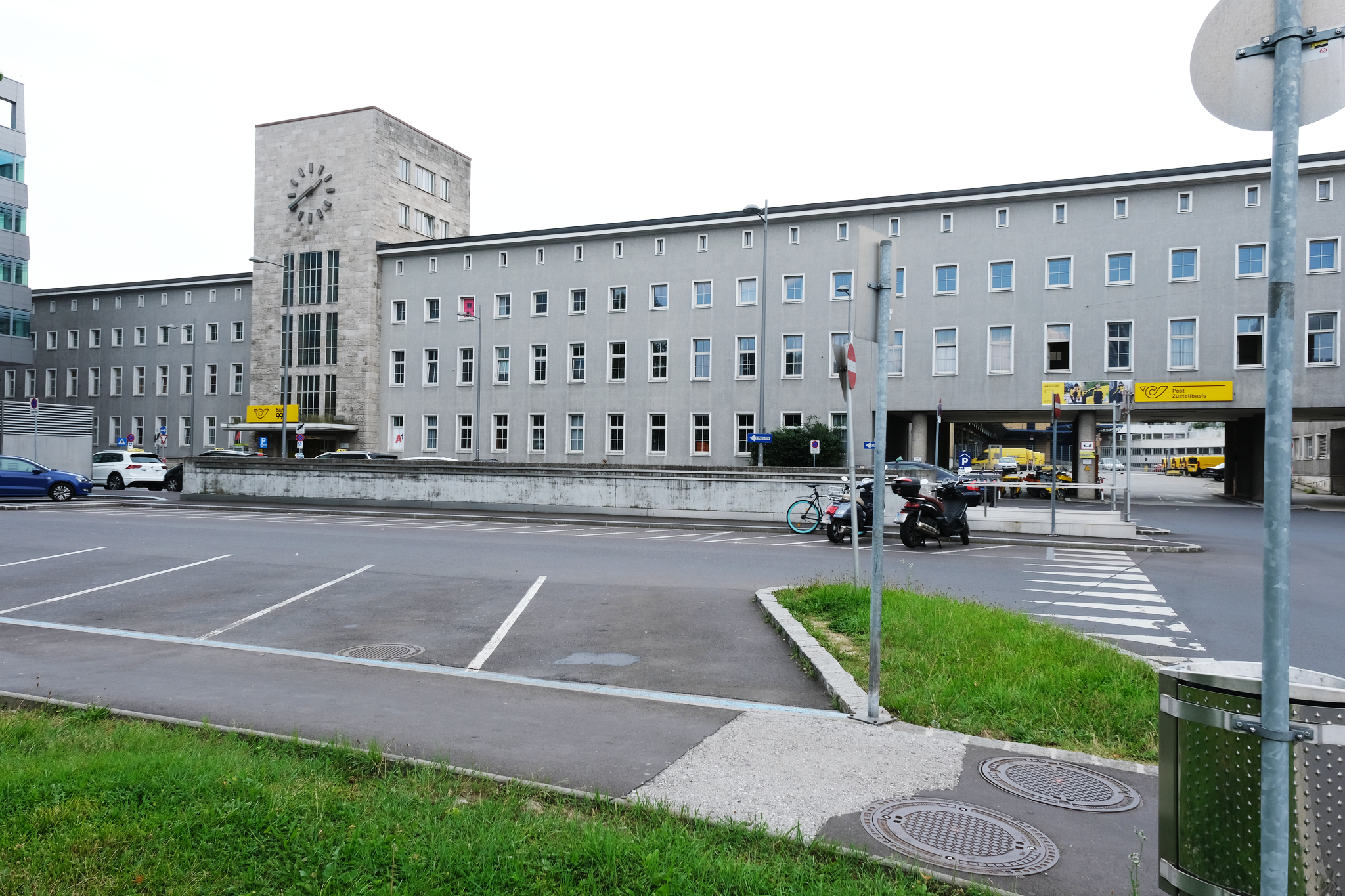
Bahnhofpostamt

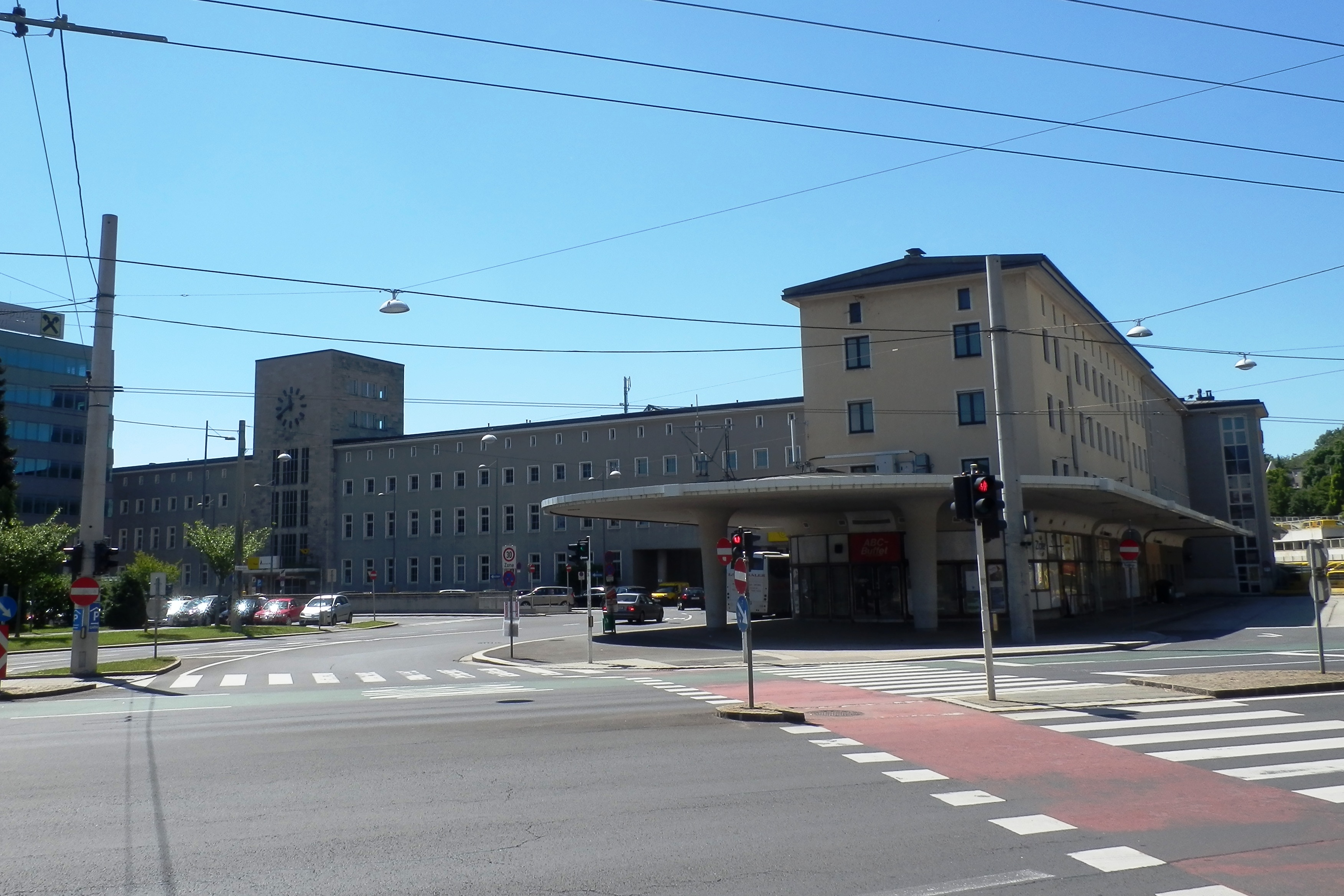
Bahnhofpostamt mit ehem. Postbusabfahrtsstelle

Das Bahnhofpostamt ist ein Postamtsgebäude der Österreichischen Post in der Landeshauptstadt Linz. Es steht am Bahnhofplatz 10.

## Geschichte
In den Jahren 1947 bis 1948 wurde das Bahnhofpostamt von Architekt Josef Langhof errichtet. Es ist ein markanter dreigeschoßiger Bau mit einem als Treppenhaus ausgebildeten hochragenden Uhrturm. Das Gebäude bildet den Abschluss des Bahnhofplatzes. 1955 wurde ebenfalls von Langhof die Postbusabfahrtsstelle mit halbrundem Vordach gestützt von zwei konischen Säulen im typischen Stil der Fünfzigerjahre angebaut.

## Nutzung
Das Gebäude wurde von Anfang an als Postamt (PLZ 4020) genutzt. Nach Umstrukturierung und Verkleinerung des Hauptpostamtes in der Domgasse (4010) diente es auch als Postdirektion. Es war bis zur Eröffnung des neuen Verteilerzentrums in Allhaming 2014 auch Postverteilerzentrum. Die angeschlossene Postbusabfahrtsstelle diente bis zur Eröffnung des neuen Hauptbahnhofs mit Busterminal im Landesdienstleistungszentrumsgebäude im Jahre 2004 als Abfahrtsstelle für Postautobusse mit Gaststätte ABC-Buffet, die nach den Poststandbezeichnungen A, B und C benannt ist. Die Bahnbusse hingegen fuhren an einem eigenen Busbahnhof gegenüber der alten Ankunftshalle des Hauptbahnhofs ab. Heute dient die ehemalige Postbusabfahrtsstelle als Einsteigstelle für Reisebusse und Fernbusse. Das Buffet wurde geschlossen.

## Denkmalschutz

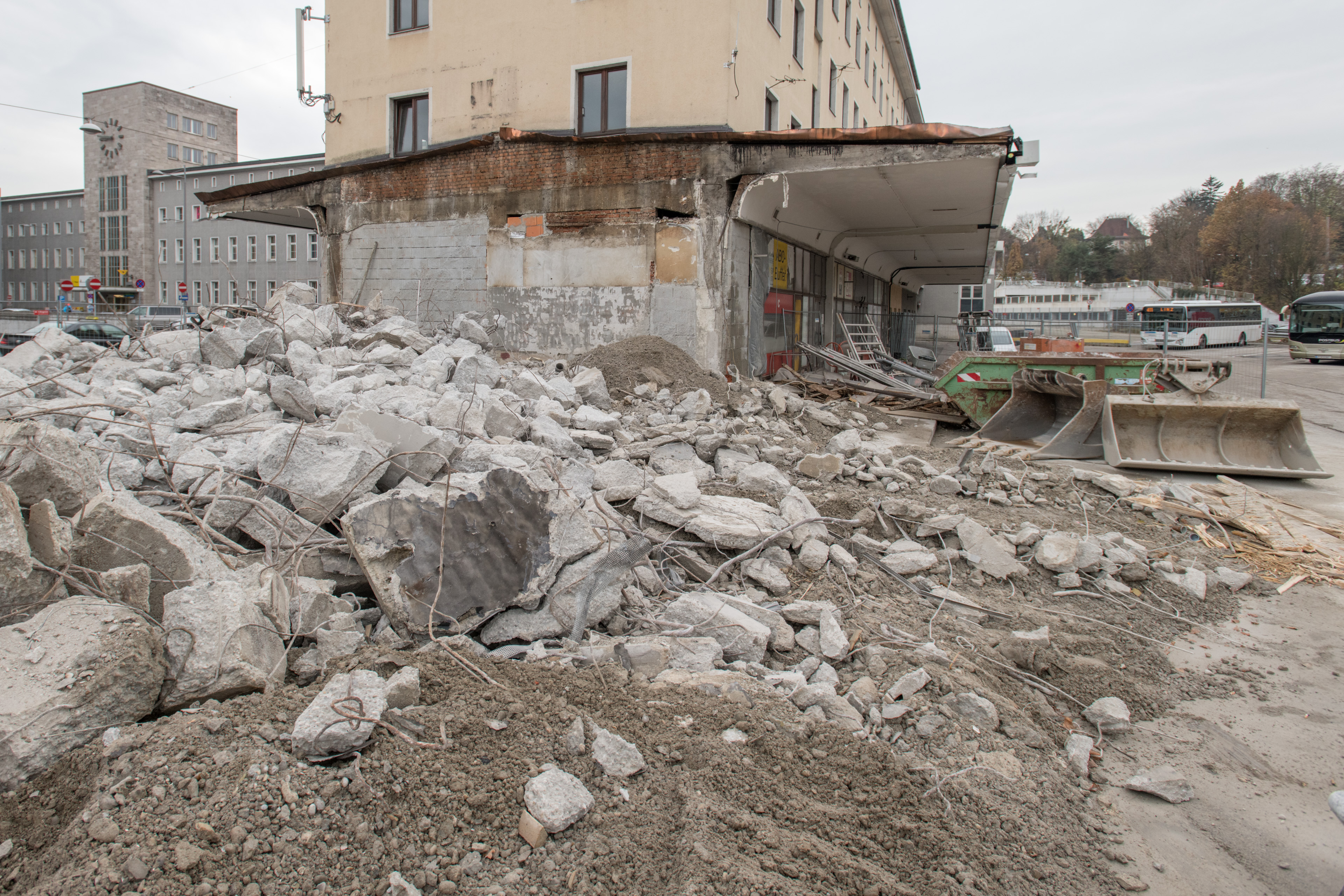
Abbruch des ABC-Buffets im November 2018

Durch die Novellierung des Denkmalschutzgesetzes im Jahre 2000 fielen die Postgebäude aus dem generellen Denkmalschutz heraus. Eine nachträgliche Unterschutzstellung dieses Gebäudes schien rechtlich nicht möglich, da im Gebäudeinneren bereits vieles baulich verändert wurde. Dadurch sind das heute bis auf eine Postfiliale im Erdgeschoß leerstehende Postgebäude sowie die Postbusabfahrtstelle akut vom Abbruch bedroht.
Das halbrunde Vordach der ehemaligen Postbusabfahrtsstelle und das ehemalige ABC-Buffet wurden im November 2018 abgebrochen.